# Point of Ayre
Point of Ayre är den nordligaste punkten på Isle of Man. Det ligger i den norra änden av Ramseybukten, 10 kilometer norr om staden Ramsey. Det ligger 26 kilometer söder om Burrow Head i Skottland och är därmed den närmaste punkten på Isle of Man till det brittiska fastlandet.
Namnet Ayre kommer från det fornnordiska ordet Eyrr som betyder grusbank. Starka undervattensströmmar förändrar klapperstensstrandens form med tidvattnet. Den stora skillnaden mellan hög- och lågvatten på Point of Ayre ger mycket bra fiske från stranden. Ett täcke av ärttörne och ljung omger fyren och går samman med sanddyner som sträcker sig mot sydväst. I skydd av sanddynerna växer sällsynta vilda blommor. Många olika land- och havsfåglar besöker området under hela året, till exempel havssulor, skarvar, sillgrisslor och tärnor. Från stranden kan man se bland annat tumlare och andra valar liksom gråsälar. På grund av det rika naturlivet ingår Point of Ayre i en av Isle of Mans nationalparker.

## Fyren
Fyren på Point of Ayre är den äldsta på Isle of Man. Den ritades av Robert Stevenson (farfar till författaren Robert Louis Stevenson), började byggas 1815 och tändes för första gången 1818. Ljuset har en räckvidd på cirka 27 kilometer på en höjd av 32 meter och kan ses tydligt från sydvästra Skottland. Det är 124 trappsteg till toppen. På grund av den kontinuerliga tillförseln av klappersten från strömmarna, byggdes 1899 en mindre fyr kallad "winkie", 231 meter närmare stranden. Av samma skäl flyttades denna fyr på nytt 1950, 250 meter närmare stranden. Fyrbyggnaderna och den omkringliggande marken har varit i privat ägo sedan 1993, då fyren automatiserades helt. Fyren fortsätter att skötas av Northern Lighthouse Board baserad i Edinburgh.
I augusti 2005 togs fyrens dimsignal ur bruk på grund av tilliten och lättillgängligheten till GPS och andra moderna styrsystem.